# Stanisław Lem
Stanisław Herman Lem (IPA: [staˈɲiswaf ˈlɛm]) (Leopoli, 12 settembre 1921 – Cracovia, 27 marzo 2006) è stato uno scrittore polacco, autore prolifico e brillante che coniugò il genere della fantascienza con il romanzo filosofico.
Uno dei suoi romanzi più celebri è Solaris. Nel 1972 il regista sovietico Andrej Tarkovskij ne ha tratto l'omonimo film, il cui grande successo lo ha reso popolare al di fuori della sua patria.
I suoi libri, alla sua scomparsa nel 2006, erano stati tradotti in almeno 41 lingue e avevano venduto oltre 27 milioni di copie, facendone uno degli scrittori europei di fantascienza più letti al mondo.

## Biografia
Nato in Polonia a Leopoli (città facente oggi parte del territorio dell'Ucraina) il 12 settembre 1921 in una famiglia ebraica, inizialmente si dedicò agli studi di filosofia, ma successivamente intraprese medicina all'Università di Leopoli, seguendo le orme del padre; costretto ad interrompere gli studi a causa dell'occupazione nazista, durante la seconda guerra mondiale lavorò come meccanico. Al termine della guerra si trasferì a Cracovia dove riprese gli studi medici e si laureò nel 1946 all'Università Jagellonica.
Nel 1950 abbandonò la medicina e si dedicò alle scienze biologiche e cibernetiche, attività che l'avrebbe portato ad essere uno dei fondatori dell'Accademia di cibernetica ed astronautica.
Nel 1951 pubblicò Il pianeta morto (Astronauci), il suo primo romanzo di fantascienza, ma presto si scontrò con l'ordinamento politico sovietico, anche in seguito a numerosi saggi ed articoli scientifici; smise di scrivere e per vivere lavorò come assistente di laboratorio.

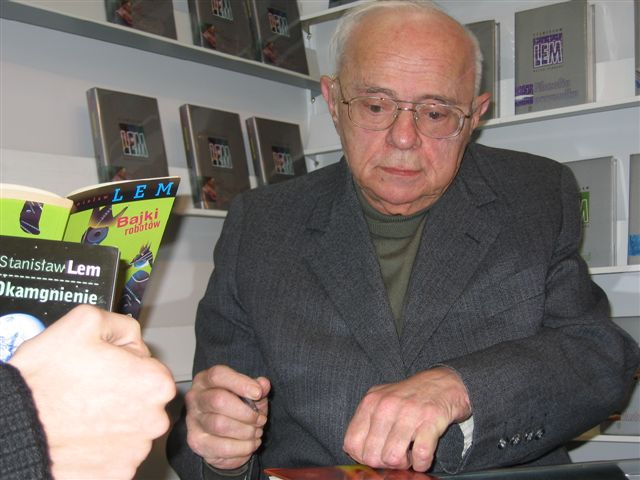
Stanisław Lem, Cracovia (Polonia), 30.10.2005

Nel 1953, dopo la caduta di Trofim D. Lysenko (1898-1976), presidente dell'Accademia delle Scienze Agrarie in Unione Sovietica, ricominciò a pubblicare romanzi di fantascienza e scrivere saggi ed articoli scientifici. Nel 1955 scrisse La nube di Magellano (Obłok Magellana), dove parla della vita di astronauti a bordo di una gigantesca astronave. Seguirono Pianeta Eden (1959), che introduce il tema dell'incomunicabilità tra intelligenze aliene, e Ritorno dall'Universo (Powrót z gwiazd, 1961), e il suo romanzo più celebre Solaris (1961), il culmine dell'originalità letteraria di Lem. Nel 1963 l'adattamento cinematografico de La nube di Magellano, realizzato in Cecoslovacchia con il titolo Ikarie XB 1 (titolo internazionale Icarus XB1) ottiene un successo internazionale e fa conoscere lo scrittore anche Europa e America. Nel 1972 il regista russo Andrej Tarkovskij porta sullo schermo Solaris con il film omonimo, premiato a Cannes, che suggellò la popolarità di Stanislaw Lem in Europa e in tutto l'occidente.
Nel 1973 ricevette in Polonia il prestigioso Premio di Stato, mentre nel 1976 ricevette il Grand Prix al terzo Congresso Europeo di Fantascienza tenutosi a Poznań. Lem era talmente stimato e amato in patria che nel 1977 fu candidato dalla Polonia al premio Nobel per la letteratura e riconosciuto cittadino onorario dalla città di Cracovia.
Nel 1987 smise di scrivere. Morì a Cracovia nel 2006.

## L'opera
La sua preparazione e la capacità di grande speculazione filosofica hanno permesso a Stanisław Lem di scrivere romanzi di grande spessore ed originalità, che, nella loro complessità e rigorosità scientifica, immergono il lettore in contesti decisamente plausibili ma appartenenti alla più tipica tradizione fantascientifica. L'intento è quello di mantenere una costante sensazione di accuratezza scientifica e non lasciare mai troppo spazio all'aspetto puramente fiabesco della fantascienza, considerato quest'ultimo un aspetto più commerciale che creativo; proprio in questo senso Lem lancia forti critiche a gran parte degli autori occidentali, in particolare americani, e a buona parte della fantascienza, che considera mal concepita e scritta, interessata più all'avventura che alle idee o nuove forme di letteratura, tanto che nel 1976 viene rimosso da membro onorario della Science Fiction and Fantasy Writers of America (SFWA) dopo che aveva ottenuto questo riconoscimento nel 1973.
Lem costringe i suoi personaggi ad affrontare delle profonde riflessioni introspettive, unitamente ad una critica etica e morale della società, nel momento in cui si vengono a trovare in situazioni che sono del tutto estranee alla normalità e lontane da tutto ciò che, per l'uomo, è consueto e conoscibile.
Nei suoi romanzi trovano spazio riflessioni sia filosofiche che religiose fino a considerazioni di carattere puramente politico, a volte velate, a volte decisamente esplicite. Ne è un esempio una forte critica al sistema sociale capitalista nel suo primo romanzo di fantascienza, Il pianeta morto (Astronauci, 1951), dove pone l'accento sul carattere autodistruttivo di un'ipotetica società basata sull'egoismo e sul desiderio di predominio, che, prima di riuscire a procedere con i propri intenti di conquista, implode in sé stessa. Tuttavia non risparmia critiche al socialismo sovietico: ad esempio in Eden (1959) – dove alcuni uomini, a seguito di un naufragio in un pianeta sconosciuto, sperimentano, a causa dell'incolmabile distanza culturale, l'incomunicabilità e l'incomprensione con la forma di vita (vagamente umanoide) predominante –, esprime tutto il suo dissenso verso qualsiasi tentativo di controllo dell'informazione.
Non a caso questo spirito critico, che determina una sottile ambiguità politica, ha procurato a Lem pesanti ripercussioni e accuse di vario genere, sia in patria sia in occidente.
Tuttavia la caratteristica più importante di Stanislaw Lem è la profonda riflessione esistenziale che è centrale in quasi tutte le sue opere, dove l'uomo è costretto a confrontarsi con sé stesso, sia nella sua individualità che nella sua appartenenza ad una società, una cultura od un contesto, alternando realtà oggettive a realtà soggettive. L'uomo di Lem affronta l'incomprensibile attraverso un viaggio interiore che lo porta a delle scelte rassegnate, dove prevalgono emozioni e valori soggettivi, come quando, ad esempio, in Solaris (1961), un Dio bambino (così definito perché sembra non aver ancora preso coscienza di essere tale) gioca con degli esseri umani trasformando i loro ricordi in persone reali.
Le opere di Lem stimolano molteplici riflessioni, e per questo i suoi romanzi sono continuamente riscoperti e valorizzati, ma non è secondario che la rigorosa accuratezza scientifica renda la sua produzione  (anche quella realizzata tra gli anni cinquanta e settanta) fortemente realistica ed attuale.

## Opere

### Romanzi
- L'uomo da Marte (Człowiek z Marsa), 1946
- L'ospedale dei dannati (Szpital przemienienia, 1948), trad. di Vera Verdiani, Torino, Bollati Boringhieri, 2006, ISBN 978-88-339-1717-7.
- Il pianeta morto (Astronauci, 1951)
- La nube di Magellano[3] (Obłok Magellana, 1955)
- Czas nieutracony, 1955 (Tempo non sprecato, trilogia costituita da: Szpital przemienienia (L'ospedale dei dannati), Wśród umarły (Tra i morti), Powrót (Il ritorno) [non tradotto in italiano]
- L'indagine (Śledztwo, 1959)
  - Milano, Rusconi, 1984; Milano, Arnoldo Mondadori Editore, 1989
  - col titolo L'indagine del tenente Gregory, trad. di Vera Verdiani, Torino, Bollati Boringhieri, 2007; Milano, Mondadori, 2022.
- Eden[4] (Eden, 1959)
- Memorie trovate in una vasca da bagno (Pamiętnik znaleziony w wannie, 1961), trad. e cura di Vera Verdiani, Collana Oscar Moderni. Cult, Milano, Mondadori, 2023, ISBN 978-88-047-5581-4.
- Ritorno dall'universo (Powrót z Gwiazd, 1961)
  - trad. di Pier Francesco Poli, introduzione di Giuseppe Lippi, Collana Oscar n.2114, Milano, Mondadori, 1989, ISBN 88-04-32033-8.
  - trad. di Pier Francesco Poli, a cura di Francesco M. Cataluccio, Collana La memoria n.1206, Palermo, Sellerio, 2021, ISBN 978-88-389-4232-7.
- Solaris (Solaris, 1961)
- L'Invincibile (Niezwyciężony, 1964)
- La Voce del Padrone (Głos Pana, 1968), trad. di Vera Verdiani, Collana Varianti, Torino, Bollati Boringhieri, 2010, ISBN 978-88-339-2126-6; Collana Oscar Moderni, Milano, Mondadori 2022, ISBN 978-88-047-5309-4.
- Il congresso di futurologia (Kongres futurologiczny, 1973),
  - trad. di Sandra Cecchi, Collana Albatros, Roma, Editori Riuniti, 1981, ISBN 978-88-359-2365-7, pp. 556. [contiene anche altri romanzi e racconti di Lem]
  - trad.di Sandra Cecchi riveduta da Marzena Borejczuk, Milano, Marcos y Marcos, 2003, ISBN 978-88-716-8380-5, pp. 157.
- Rozprawy i szkice, 1974
- Febbre da fieno (Katar, 1976), trad. di Lorenzo Pompeo, Collana Sírin, Roma, Voland, 2020, ISBN 978-88-624-3377-8.
- Il castello alto (Wysoki Zamek, 1975), trad. di Laura Rescio, Collana Varianti, Torino, Bollati Boringhieri, 2008, ISBN 978-88-339-1874-7; Collana Oscar Moderni, Milano, Mondadori, 2023, ISBN 978-88-047-5897-6. [autobiografia]
- Golem XIV (Golem XIV, 1981), trad. di Lorenzo Pompeo, Collana Fuori n.10, il Sirente, Fagnano Alto, 2018, ISBN 978-88-87847-68-0; ora anche in Universi, cit., pp. 1401–1487.
- Pace in Terra (Pokój na Ziemi, 1987), trad. di Silvia Lalìa, Collana Oscar Moderni, Milano, Mondadori, 2023, ISBN 978-88-047-5898-3; pubblicato in precedenza col titolo Pace al mondo, Collana Urania n.1271 Milano, Mondadori, novembre 1995.
- Il pianeta del silenzio (Fiasko, 1986), trad. di Riccardo Valla, Milano, Mondadori, 1988-1995, ISBN 88-04-31777-9; Collana Oscar Moderni, Milano, Mondadori, 2022, ISBN 978-88-047-4580-8.

### Raccolte di racconti
- Sesamo e altre storie (Sezam, 1954) [non tradotto in italiano]
- Esiste davvero, Mr. Johns? (Czy pan istnieje, Mr. Johns?, 1957)
- L'invasione da Aldebaran (Inwazja z Aldebarana, 1959) [non tradotto in italiano]
- Il libro dei robot (Księga robotów, 1961) [Non tradotto in italiano]
- La notte lunare (Noc księżycowa, 1963) [Non tradotto in italiano]
- L'Invincibile e altri racconti (Niezwyciężony i inne opowiadania, 1964) [il romanzo uscì nella prima edizione all'interno di una raccolta di racconti].
- Il Dragone e la calcolatrice (Bajka o Maszynie Cyfrowej, co Ze Smokiem Walczyła, 1964)
- Fiabe per robot (Bajki robotów, 1964), trad. di Marzena Borejczuk, Milano, Marcos y Marcos, 2005, ISBN 88-7168-350-1; Collana Oscar Moderni, Milano, Mondadori, 2025, ISBN 978-88-047-9272-7.
- Cyberiade (Cyberiada, 1965), trad. [dall'inglese] di Riccardo Valla e [dal polacco] di Valentina Parisi, Collana Urania n.1258, Milano, Mondadori, 28 maggio 1995; Collana Oscar Moderni, Mondadori, 2025, ISBN 978-88-047-9274-1.
- I viaggi del pilota Pirx (Opowieści o pilocie Pirxie, 1968-1973), trad. di Richard Lewanski, Collana I David n.46, Roma, Editori Riuniti, 1979, ISBN 978-88-359-2040-3; con  Il Congresso di Futurologia, Milano, Club del Libro, 1982; Pianeta Eden, Introduzione di Vittorio Barbesti, Collana I Massimi della Fantascienza, Milano, Mondadori, 1990; Collana Oscar Moderni, Mondadori, 2025, ISBN 978-88-047-9273-4.
- Non serviam (Arthur Dobb: "Non Serviam", 1971)
- Memorie di un viaggiatore spaziale o Diari astrali (Dzienniki gwiazdowe, 1971), trad. di Pier Francesco Poli, Milano, Mondadori, 1991; Milano, Marcos y Marcos, 2004, ISBN 88-7168-418-4; Collana Oscar Moderni, Mondadori, 2025, ISBN 978-88-047-9271-0.
- La maschera (Maska, 1976)
- Visione locale (Wizja lokalna, 1982) [tradotto in inglese col titolo Official Hearing on the Spot].
- Fine del mondo alle 8 (Koniec swiata o osmej. Powiesc amerykanska, 1957), trad. di Pier Francesco Poli, Roma-Napoli, Theoria, 1986-1993; Roma, Editori Riuniti, 1998, ISBN 978-88-359-4523-9.
- L'oscurità e la muffa (Ciemność i pleśń, 1988)
- L'arrivo
- L'enigma (Zagadka, 1996), trad. di Lorenzo Pompeo, Collana Oscar Moderni, Milano, Mondadori, 2024, ISBN 978-88-047-9270-3. [antologia dei migliori racconti selezionati da Lem, apparsi fra il 1956 e il 1995; i racconti sono presenti in anche Universi, cit., pp. 965–1209, Collana Oscar Moderni. Baobab, Milano, Mondadori, 2021; contiene i seguenti racconti: Il ratto nel labirinto (1956), L'invasione (da L'invasione di Aldebaran, 1959), L'amico (da L'invasione di Aldebaran), L'invasione di Aldebaran (da L'invasione di Aldebaran), Muffa e oscurità (da L'invasione di Aldebaran), Il martello (da L'invasione di Aldebaran), La formula di Lymphater (da Il libro dei robot, 1961), Il diario (da La notte lunare, 1963), La verità (da L'Invincibile e altri racconti, 1964), La maschera (da La maschera, 1976), Centotrentasette secondi (da La maschera), L'enigma, Il materassino]
- Universi, a cura di Lorenzo Pompeo, Collana Oscar Moderni Baobab, Milano, Mondadori, 2021, 2025, ISBN 978-88-047-3056-9. [raccolta integrale delle raccolte dei racconti e altre produzioni brevi. Parte prima: Memorie di un viaggiatore spaziale (trad. di P.F. Poli), Fiabe per robot (trad. di M. Borejczuk), Cyberiade (trad. di R. Valla e V. Parisi), I viaggi del pilota Pirx (trad. di R. Lewanski), L'enigma (trad. di L. Pompeo). Parte seconda (Gli "apocrifi"): Vuoto assoluto (trad. di V. Parisi), Grandezza immaginaria (trad. di V. Parisi), Golem XIV (trad. di L. Pompeo), Provocazione (trad. di G. Randone), Biblioteca del XXI secolo (trad. di G. Randone)]

### Saggi, dialoghi, conferenze e recensioni fittizie
- Dialoghi (Dialogi), 1957 [non tradotto in italiano; trad. ing. Dialogues, tr. by P. Butko, The MIT Press, Cambridge (MA) 2021]. Titolo completo in italiano: Dialoghi sulla resurrezione nucleare, la teoria dell'impossibilità, i benefici filosofici del cannibalismo, la tristezza in provetta, la psicoanalisi cibernetica, la metempsicosi elettrica, la reversibilità dei cervelli elettronici, l'escatologia cibernetica, la personalità dei circuiti elettrici, la perfidia dei cervelli elettronici, la vita eterna in una scatola, la costruzione dei geni, l'epilessia del capitalismo, le macchine per comandare, il design dei sistemi sociali.
- Summa technologiae, 1964, trad. di Luigi Marinelli, Collana Nautilus, Luiss University Press, Roma 2023, ISBN 9791255960072. Contiene: 1. Dilemmi, 2. Due evoluzioni, 3. Civiltà nell'universo, 4. Intelettronica, 5. Prolegomeni all'onnipotenza, 6. Fantomologia, 7. La creazione di mondi, 8. Una parodia dell'evoluzione, Conclusione.
- La filosofia del caso (Filozofia przypadku, 1968) [non tradotto in italiano]
- Fantascienza e futurologia (Fantastyka i futurologia, 1971) [non tradotto in italiano]
- Vuoto assoluto (Doskonała próżnia. Wielkość urojona), 1971
  - trad. it. di Alberto Zoina, Roma, Roma, Editori Riuniti, 1990, ISBN 88-359-3392-7.
  - trad. it. di Valentina Parisi, Collana Sírin, Roma, Voland, 2010, ISBN 978-88-624-3058-6; ora anche in Universi, cit., pp. 1213–1348.
- Grandezza immaginaria (Wielkość urojona, 1973), trad. di V. Parisi, in Universi, cit., pp. 1349–1399. Contiene: Grandezza immaginaria, Necrobi, Eruntica, Storia della letteratura bitica, Vestrand Extelopedia, Vestrand Extelopedia (pagine campione).
- Micromondi (Microworlds, 1984), trad. di Angela Cacopardo e Alberto Zoina, Introduzione di Franz Rottensteiner, Roma, Editori riuniti, 1992, ISBN 88-359-3592-X. Contiene: Sulla mia vita, Per un'analisi strutturale della fantascienza, Fantascienza: un caso disperato con qualche eccezione, Le disarmonie prestabilite di Philip K. Dick, Viaggi nel tempo e altri temi di fantascienza applicata, Congiunzioni metafantastiche, Fantascienza e cosmologia, Lo scienziato immaginario: Tzvetan Todorov teorico del fantastico, Unitas oppositorum: la prosa di J.L. Borges, Strategie fantascientifiche: Arkadij e Boris Strugackij.
- Provocazione (Prowokacja, 1984), trad. it. di G. Randone, in Universi, cit., pp. 1489–1528.
- Biblioteca del XXI secolo (Biblioteka XXI wieku, 1986), trad. it. di G. Randone, in Universi, cit., pp. 1529–1572.

## Filmografia
(elenco parziale)
- Soyux-111 - Terrore su Venere (Der Schweigende Stern) di Kurt Maetzig (1960) - da Il pianeta morto
- Wycieczka w kosmos di Krzysztof Debowski (1961), cortometraggio d'animazione polacco - da una sceneggiatura originale di Lem
- Profesor Zazul di Marek Nowicki e Jerzy Stawicki (1962), cortometraggio televisivo - da III – Ze wspomnień Ijona Tichego
- Bezludna planeta (1962), cortometraggio d'animazione polacco - da una sceneggiatura originale di Lem
- Ikarie XB 1 di Jindřich Polák (1963) - da La nube di Magellano (Obłok Magellana)[5][6]
- Guazzabuglio (Przekładaniec, 1968), di Andrzej Wajda, film TV - dal racconto Esiste davvero, Mr. Johns? (Czy pan istnieje, Mr. Johns?)
- Solaris, film tv, regia di Boris Nirenburg e Lidija Isimbaeva, Russia, 1968
- Thirty-Minute Theatre, serie tv britannica, episodio Roly Poly, regia di Michael Hart (1969) - dal racconto Esiste davvero, Mr. Johns? (Czy pan istnieje, Mr. Johns?)
- Pirx pilóta kalandjai di András Rajnai (1972), film TV ungherese - da I viaggi del pilota Pirx
- Solaris (Soljaris) di Andrej Tarkovskij (1972) - dal romanzo omonimo
- Test pilota Pirxa (Дознание пилота Пиркса) di Marek Piestrak (1979) - da I viaggi del pilota Pirx
- Szpital przemienienia di Edward Żebrowski (1979), film polacco - dal romanzo L'ospedale dei dannati
- Victim of the Brain di Piet Hoenderdos (1988) - tratto dalla raccolta/saggio di Douglas Hofstadter e Daniel Dennett L'Io della mente che include un racconto da Cyberiade
- Marianengraben di Achim Bornhak (1994) - da un soggetto originale di Lem
- Solaris (Solaris) di Steven Soderbergh (2002) - dal romanzo omonimo
- Ijon Tichy: Raumpilot, serie televisiva (2007) - da Memorie di un viaggiatore spaziale
- The Congress di Ari Folman (2013), film d'animazione in tecnica mista - dal romanzo Il congresso di futurologia.